# ریشار تیلینسکی
ریشار تیلینسکی (فرانسوی: Richard Tylinski‎؛ زادهٔ ۱۸ سپتامبر ۱۹۳۷ – درگذشتهٔ ۱۶ اوت ۲۰۲۵) بازیکن فوتبال اهل فرانسه بود.
از باشگاه‌هایی که در آن بازی کرده‌است می‌توان به باشگاه فوتبال سن-اتین اشاره کرد.
وی همچنین در تیم ملی فوتبال فرانسه بازی کرده‌است.